# Сориан, Хамид
Хамид Сориан Рейханпур (перс. حمید سوریان ریحان‌پور‎); 24 августа 1985, Рей (город), Иран — иранский борец греко-римского стиля, олимпийский чемпион 2012 года, шестикратный чемпион мира, двукратный чемпион Азии. Первый иранский чемпион Олимпийских игр по греко-римской борьбе. По количеству титулов чемпиона мира по греко-римской борьбе уступает только Александру Карелину.

## Биография
Начал заниматься борьбой в 13 лет, пойдя по стопам отца и старших братьев.
В 2001 году остался седьмым на чемпионате Азии среди кадетов, в 2004 был вторым , в 2005 году стал чемпионом мира и чемпионом Азии среди юниоров. В том же году, дебютировав на чемпионате мира среди взрослых сразу стал чемпионом мира. В 2006 году был третьим на Золотом Гран-при среди взрослых, и подтвердил звание сильнейшего в мире. В 2007 году стал чемпионом Азии, занял третье место на турнире памяти Дана Колова — Николы Петрова и в третий раз подряд подтвердил звание сильнейшего в мире. В 2008 году подтвердил звание сильнейшего в Азии и на олимпийские игры, будучи действующим трёхкратным чемпионом мира и двукратным чемпионом Азии, ехал в ранге явного фаворита.
На летних Олимпийских играх 2008 года в Пекине боролся в категории до 55 кг (полулёгкий вес). В турнире участвовали 19 человек. Турнир проводился по системе с выбыванием после поражения с утешительными схватками. Борцы по жребию делились на две группы, в первой группе было восемь спортсменов, начинавших борьбу с 1/8 финала, во второй группе одиннадцать, из которых пятеро начинали борьбу с 1/8 финала, а шесть борцов проводили квалификационные встречи за право попасть в 1/8 финала. Те спортсмены, которые не проиграли ни одной схватки, выходили в финал, где разыгрывали первое и второе место. Борцы, которые проиграли финалистам, начинали бороться в утешительном турнире, по результатам которых определялись два бронзовых призёра, по одному в каждой группе. Другими словами, борец, проиграв схватку в любом круге турнира, выбывал не сразу, а ожидал результатов встречи своего победителя в следующем круге. Например, борец проиграл в 1/8, его победитель выходил в четвертьфинал. Если его победитель в четвертьфинале проигрывал, то борец выбывал сразу, а его победитель отправлялся в утешительный турнир. Если же его победитель в четвертьфинале вновь побеждал, то борец встречался в утешительной встрече с проигравшим в четвертьфинале и так далее. Схватка по правилам состояла из трёх периодов по две минуты; победивший в двух периодах выигрывал встречу. Хамид Сориан начинал с квалификационных встреч, и в первые две встречи подтвердил свой статус фаворита, но в четвертьфинале, в общем-то равной встрече, неожиданно проиграл российскому борцу Назиру Манкиеву. Первую утешительную схватку выиграл, во встрече за третье место уступил и занял итоговое пятое место. Обе свои встречи иранский борец проиграл лишь по критерию последнего оцененного действия, которые были зафиксированы у его соперников.
| Круг                    | Соперник       | Страна           | Результат | Основание                         | Время схватки |
| ----------------------- | -------------- | ---------------- | --------- | --------------------------------- | ------------- |
| Квалификация            | Венелин Венков | Албания          | Победа    | 4-0 (Туше)                        | 1:32          |
| 1/8 финала              | Элгин Элвайс   | Палау            | Победа    | 8-0, 6-0 (За явным преимуществом) | 2:57          |
| 1/4 финала              | Назир Манкиев  | Россия           | Поражение | 2-2, 1-1, 1-1                     | 2:57          |
| 2-й утешительный круг   | Кристиян Фрис  | Сербия           | Победа    | 5-0, 1-1                          | 4:00          |
| Схватка за третье место | Пак Ынчхоль    | Республика Корея | Поражение | 1-1, 2-2                          | 4:00          |

В 2009 году снова подтвердил свой статус чемпиона мира. В 2010 году наряду с чемпионатом мира выиграл Золотой Гран-при, а на Азиатских играх был лишь пятым. В 2011 году провалил турнир памяти Гиви Картозия и Вахтанга Балавадзе, оставшись только 11-м, на тестовом турнире FILA был только пятым, и завоевал второе место на розыгрыше Кубка мира.
На Летних Олимпийских играх 2012 года в Лондоне боролся в категории до 55 килограммов (полулёгкий вес). В турнире участвовали 19 человек. Регламент турнира и правила остались прежними. На этот раз Хамид Сориан сумел победить всех соперников и стать олимпийским чемпионом.
| Круг       | Соперник        | Страна      | Результат | Основание     | Время схватки |
| ---------- | --------------- | ----------- | --------- | ------------- | ------------- |
| 1/8 финала | Арсен Эралиев   | Кыргызстан  | Победа    | 4-0, 0-2, 2-1 | 6:00          |
| 1/4 финала | Петер Модош     | Венгрия     | Победа    | 2-0, 1-0      | 4:00          |
| 1/2 финала | Хокан Ниблом    | Дания       | Победа    | 3-0, 3-0      | 4:00          |
| Финал      | Ровшан Байрамов | Азербайджан | Победа    | 2-0, 1-0      | 4:00          |